# Dwars door Vlaanderen 2018
73. ročník jednodenního cyklistického závodu Dwars door Vlaanderen se konal 28. března 2018 v Belgii. Závod dlouhý 180,1 km vyhrál Belgičan Yves Lampaert z týmu Quick-Step Floors. Na druhém a třetím místě se umístili Nizozemec Mike Teunissen (Team Sunweb) a Belgičan Sep Vanmarcke (EF Education First–Drapac p/b Cannondale).

## Týmy
Závodu se zúčastnilo celkem 25 týmů, včetně 17 UCI WorldTeamů a 8 UCI Professional Continental týmů. Každý tým přijel se sedmi jezdci kromě týmu Team Dimension Data s šesti jezdci, na start se tedy celkem postavilo 174 jezdců. Do cíle v Harelbeke dojelo 125 jezdců.
UCI WorldTeamy
- AG2R La Mondiale
- Astana
- Bahrain–Merida
- BMC Racing Team
- Bora–Hansgrohe
- EF Education First–Drapac p/b Cannondale
- LottoNL–Jumbo
- Lotto–Soudal
- Mitchelton–Scott
- Movistar Team
- Quick-Step Floors
- Team Dimension Data
- Team Katusha–Alpecin
- Team Sky
- Team Sunweb
- Trek–Segafredo
- UAE Team Emirates

UCI Professional Continental týmy
- Aqua Blue Sport
- Cofidis
- Direct Énergie
- Israel Cycling Academy
- Sport Vlaanderen–Baloise
- Vérandas Willems–Crelan
- Wanty–Groupe Gobert
- WB Aqua Protect Veranclassic

## Výsledky
| Pořadí | Jezdec                     | Tým                                      | Čas        |
| ------ | -------------------------- | ---------------------------------------- | ---------- |
| 1      | Yves Lampaert (BEL)        | Quick-Step Floors                        | 5h 03' 34" |
| 2      | Mike Teunissen (NED)       | Team Sunweb                              | + 2"       |
| 3      | Sep Vanmarcke (BEL)        | EF Education First–Drapac p/b Cannondale | + 2"       |
| 4      | Edvald Boasson Hagen (NOR) | Team Dimension Data                      | + 2"       |
| 5      | Mads Pedersen (DEN)        | Trek–Segafredo                           | + 2"       |
| 6      | Zdeněk Štybar (CZE)        | Quick-Step Floors                        | + 29"      |
| 7      | Tiesj Benoot (BEL)         | Lotto–Soudal                             | + 30"      |
| 8      | Greg Van Avermaet (BEL)    | BMC Racing Team                          | + 59"      |
| 9      | Niki Terpstra (NED)        | Quick-Step Floors                        | + 59"      |
| 10     | Jasper Stuyven (BEL)       | Trek–Segafredo                           | + 59"      |